# الشجره
الشجره یک تقسیمات کشوری در سودان است که در خارطوم واقع شده‌است.